# Lasiosphaeria breviseta
Lasiosphaeria breviseta är en svampart som tillhör divisionen sporsäcksvampar, och som beskrevs av Petter Adolf Karsten. Lasiosphaeria breviseta ingår i släktet Lasiosphaeria, och familjen Lasiosphaeriaceae. Arten är reproducerande i Sverige.